# 兄弟

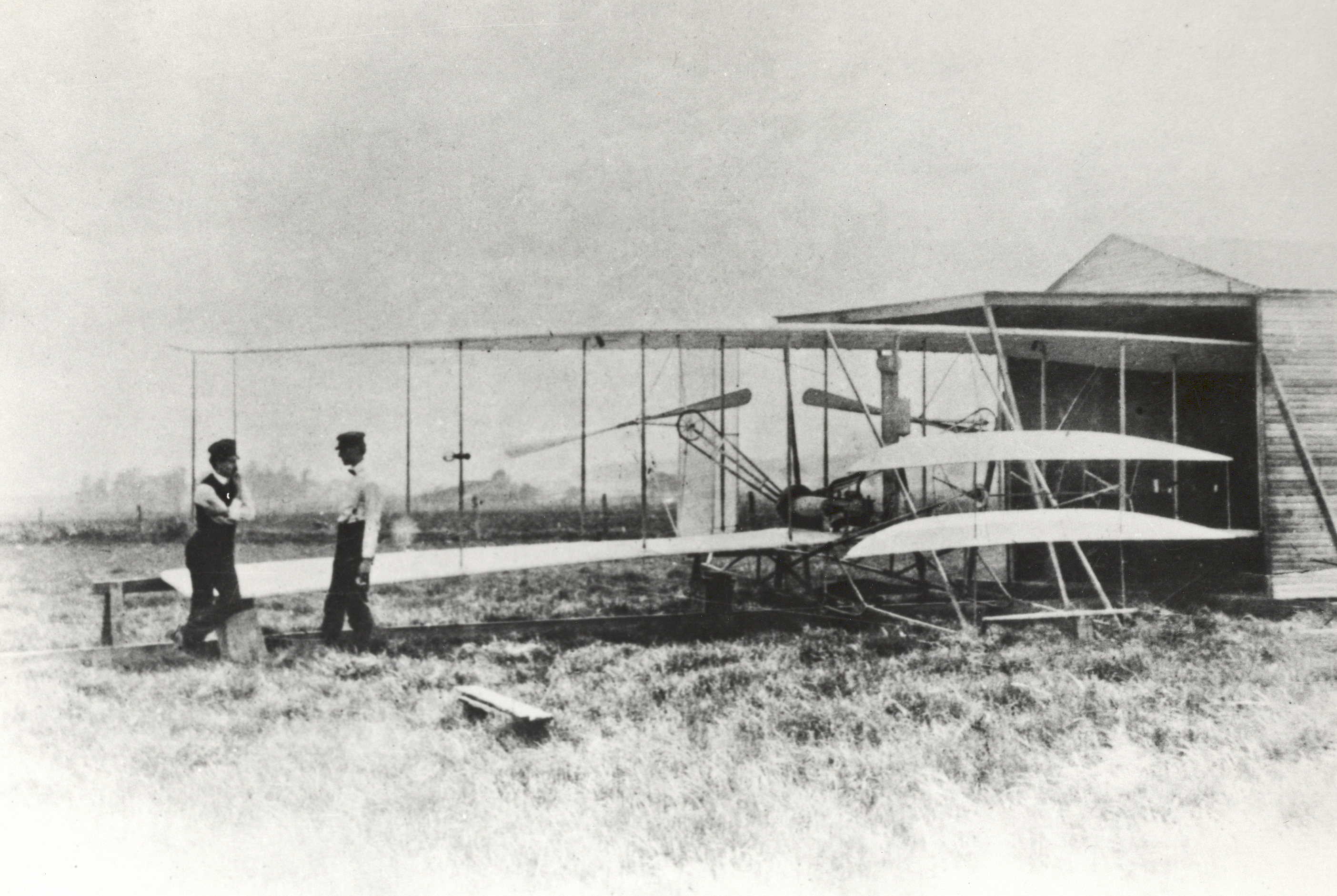
飛行機ライトフライヤーIIを作るライト兄弟

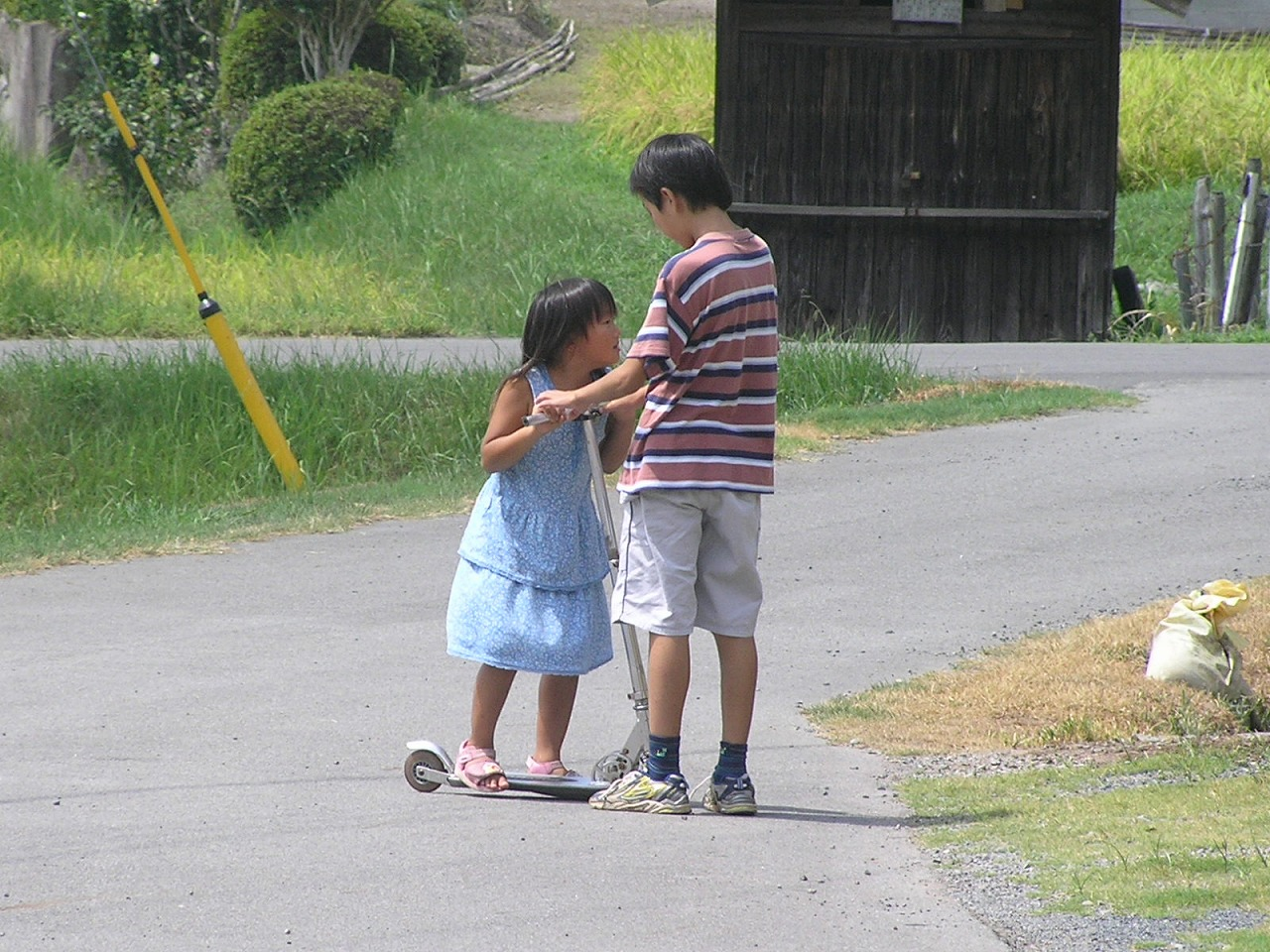
屋外で遊ぶ兄妹

人間において兄弟（きょうだい）とは、本人から見て傍系2親等の男性のことを指す。

## 概要
通常は同じ母親の元に生まれた男子を指す。自分より年上であれば兄、年下であれば弟である。この定義の他にも様々な使われ方が存在する。なお、直系1親等である父親や母親がそれぞれの兄弟で異なる場合は、異父兄弟または異母兄弟という。また、血縁にない者同士が兄弟の契りを結んだ関係を義兄弟という。
兄・弟・姉・妹を合わせて兄弟姉妹（けいていしまい）という。また、男性のみの場合兄弟（きょうだい、けいてい）、女性のみの場合姉妹（しまい）が用いられる。構成員が2人で男女の組み合わせである場合兄妹（けいまい）、姉弟（してい）が用いられることもある。血のつながりがあることから、一般に外観や性格に共通点が多いのが普通である。
また、近年は平仮名で「きょうだい」という表記をする場合もある。この場合、あるいは会話の上で「きょうだい」と呼ぶ場合は、姉妹、兄妹、姉弟をも指すことも多い、「女きょうだい」という表現もある。
また、強い結びつきを持つ複数のものを指す言葉としても用いられる。義兄弟の契りを結んで兄弟となるものもいる。「船」や「機体」などで似たような能力を持っていたり同じ時期に開発された場合に、男性名詞であることから「兄弟船」や「兄弟機」などのように用いる。「都市」や「製品」は女性名詞であるため「姉妹都市」、「姉妹品」のように用いる。
学校の場合、その学校が男子校・女子校・共学校かは関係なく、同じ創設者や学校法人の場合は「兄弟校」といい、姉妹校連携として友好関係を行なっている場合は「姉妹校」という。ただし、これらの使い分けについては必ずしも厳密に行われているわけではなく、例えば1997年第七十九回夏の甲子園において宮崎日大と佐野日大（いずれも共学校）が対戦した際、相手校との関係について宮崎日大の監督は「姉妹校」と、佐野日大の監督は「兄弟校」と表現した。また報道機関においても、朝日新聞は「姉妹校」対決、毎日新聞は「兄弟校」対決との表現を見出しや本文で用いるなど、言葉の選択に相違がみられた。
「仲間」を意味する二人称として用いられることもあったが、最近はあまりみられない（例：「（演説で）兄弟たちよ」「仲良くやろうぜ、兄弟」など）。キリスト教の教会では、現在でも信徒に対する敬称（に相当するもの）として兄弟（女性の場合は姉妹）と呼ぶことが多い。

## 有名な兄弟
- 藤原四兄弟
- 毛利三兄弟
- 曾我兄弟
- グリム兄弟
- モンゴルフィエ兄弟
- ライト兄弟
- ドーム兄弟
- マクドナルド兄弟
- リュミエール兄弟
- シャーマン兄弟
- ストルガツキー兄弟
- 兄弟スポーツ選手一覧
  - シャープ兄弟
  - 宗兄弟
  - 亀田三兄弟
- 兄弟芸能人一覧
  - マルクス兄弟
  - 千原兄弟
  - 吉田兄弟
  - 原六兄妹 友泉

## 兄弟がモチーフの作品
- タイトルに「兄弟」を含むページの一覧
- 兄弟愛と統一
- 兄弟の像
- カラマーゾフの兄弟
- カインとアベル
- ウルトラ兄弟(※血縁関係はない)
- スーパーマリオシリーズ
- おそ松くん
- タッチ
- 北斗神拳四兄弟